# 患者輸送部
患者輸送部（かんじゃゆそうぶ）は、第二次世界大戦時、大日本帝国陸軍の患者輸送機関である。

## 概要
各軍に1個付された。本部および若干の班から成った。1班は6組に分かれ、それぞれ独立して勤務に服することができた。
1班は陸路、患者約840人を護送可能な人員を備えていた。本部には患者自動車が若干両配属された。
主な携行材料は隊医极、担架、炊具などであり、その他の輸送人夫、材料、糧食などはもよりの兵站司令部から供給されることになっていた。
患者輸送部の主な任務は各師団の野戦病院から後方地域の患者を輸送することであったが、必要に応じて患者療養所または患者集合所などを開設して患者の収療にあたることもあった。